# 라이언 타이액
라이언 타이액(영어: Ryan Tyack, 1991년 6월 2일~)은 오스트레일리아의 양궁 선수이다. 2016년 하계 올림픽에서 남자 단체전 동메달을 획득했다.